# Глух Федір Кирилович
Фе́дір Кири́лович Глух (нар. 18 вересня 1912, с. Беєве, тепер Липоводолинського району Сумської області — 3 серпня 1984, Київ) — радянський український юрист і державний діяч. Депутат Верховної Ради УРСР 4—10-го скликань. Член Ревізійної комісії КПУ в 1960—1966 роках, кандидат у члени ЦК КПУ в 1966—1976 роках, член ЦК КПУ в 1976—1984 роках.

## Біографія
Народився 18 вересня 1912 р. у селі Беєве Синівського району Сумської області в селянській родині.
Після закінчення сільської семирічної школи навчався в Гадяцькому педагогічному технікумі, у 1933 році закінчив три курси технікуму. Трудову діяльність розпочав у червні 1933 році учителем неповної середньої школи на Луганщині, згодом працював завідувачем дитячого садка.
Упродовж квітня 1934 — серпня 1935 років проходив військову службу в лавах Червоної армії. Демобілізувавшись, вступив до Харківського юридичного інституту імені Л. М. Кагановича (нині Національний юридичний університет імені Ярослава Мудрого), який закінчив у 1939 році і почав працювати в органах прокуратури СРСР в Українській РСР та Казахській РСР, де пройшов шлях від прокурора району до прокурора УРСР. У 1939–1941 роках — прокурор Червонозаводського району міста Харкова.
Член ВКП(б) з 1940 року.
У 1941–1943 роках — помічник прокурора Актюбінської області Казахської РСР, прокурор міста Актюбінська Казахської РСР. У 1943 році — прокурор відділу кадрів Прокуратури УРСР.
У 1943—1944 роках — інструктор відділу кадрів ЦК КП(б)У, у 1944—1947 роках — завідувач сектору відділу (з березня 1945 року Управління) кадрів ЦК КП(б)У.
З 1947 по 1953 рік — заступник прокурора Української РСР із кадрів.
Із січня 1954 по березень 1957 року — Міністр юстиції Української РСР, а з травня 1957 по лютий 1963 року — Голова Верховного Суду УРСР.
У лютому 1963— січні 1983 року — прокурор Української РСР. Звільнений з посади у зв'язку з виходом на пенсію.
Помер 3 серпня 1984 року в Києві.

## «Справа Стуса»
13 травня 1980 року Федір Глух, як прокурор Української РСР, санкціонував постанову слідчого КДБ УРСР про обрання запобіжного заходу у вигляді взяття під варту з триманням у слідчому ізоляторі КДБ УРСР українському письменнику, дисиденту Стусу Василю Семеновичу, якого в подальшому притягнуто як обвинуваченого у цій справі, засуджено та він помер у під час відбування покарання.

## Сім'я
- дружина — Глух Олена Ісаївна,
- син — Глух Валерій Федорович,
- онук — Глух Дмитро Валерійович (дружина — Глух Тетяна Марківна),
- правнучка — Глух Дар'я Дмитріївна.

## Нагороди
- Орден Леніна (1967)
- Орден Жовтневої Революції
- два ордени Трудового Червоного Прапора
- Орден Червоної Зірки
- Медаль «За перемогу над Німеччиною у Великій Вітчизняній війні 1941—1945 рр.»
- Медаль «В ознаменування 100-річчя з дня народження Володимира Ілліча Леніна»
- Медаль «30 років перемоги у Великій Вітчизняній війні 1941—1945 рр.»
- Медаль «В пам'ять 1500-річчя Києва»
- Медаль «50 років радянській міліції»
- дві Почесні грамоти Президії Верховної Ради Української РСР (1963, 17.09.1982)
- Заслужений юрист УРСР (15.09.1972)